# Aumühle (Mellrichstadt)

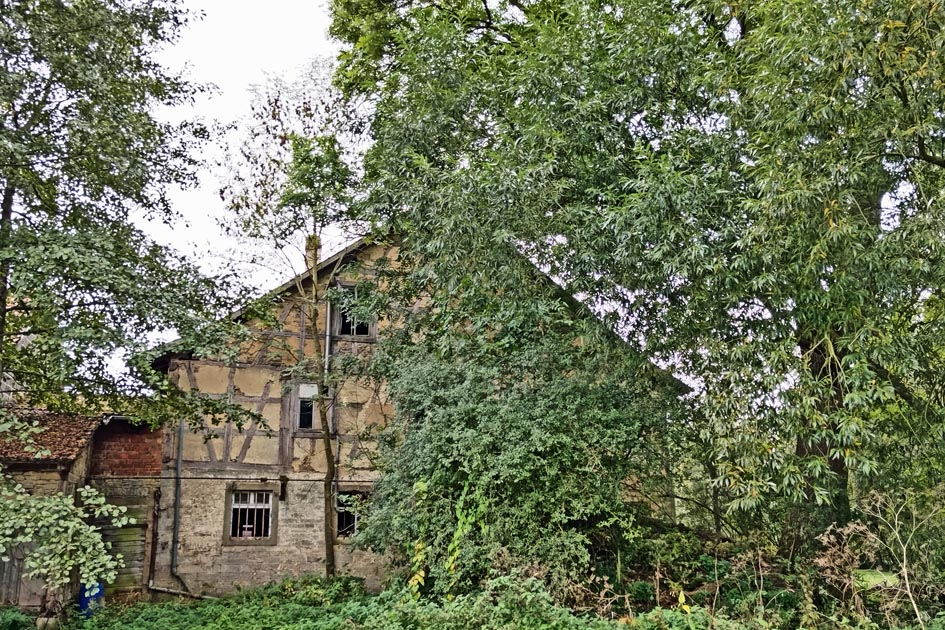
Aumühle

Die Aumühle ist eine Sägemühle der Gemeinde Mellrichstadt/Landkreis Rhön-Grabfeld. Die Aumühle direkt am Fluss Streu.

## Geschichte
Die Aumühle wurde schon 1362 als Lehen des Ritters Eberhard von Maßbach und des Johann von Stein erwähnt. 1575 ging sie  als Lehen an Hans von Bibra. Der erste bürgerliche Aumüller war Wolf  Werner (1614). Für die Jahre 1631 bis 1843 können 26 weitere Aumüller nachgewiesen werden. Ferdinand Müller und sein Schwiegersohn Dieter Lorenz waren  im 20. Jahrhundert die letzten Sägemüller. In der Gegenwart ist am Ort der Aumühle eine Zimmerei zuzüglich touristischer Nutzung. Die Mühle liegt direkt benachbart zur Kreuzkapelle.